# جزم تبتي
جزم تبتي (الاسم العلمي: Carpodacus roborowskii) (بالإنجليزية: Tibetan Rosefinch)‏ هو نوع من الطيور يتبع جنس الجزم من فصيلة الشرشوريات.